# Stilobezzia similisegmenta
Stilobezzia similisegmenta är en tvåvingeart som beskrevs av Tokunaga 1959. Stilobezzia similisegmenta ingår i släktet Stilobezzia och familjen svidknott. Inga underarter finns listade i Catalogue of Life.